# おしょろ丸
おしょろ丸（忍路丸）は北海道大学水産学部の附属練習船である。2017年現在は、2014年7月に就役した5代目が運航されている。

## 忍路丸
忍路丸は1907年（明治40年）4月に開設された札幌農学校水産学科の初代練習船として、三重県大湊町の市川造船所で建造された木造帆船である。工費は14,473円。船名は遠藤吉三郎教授の発案で、佐藤昌介学長によって命名された。
2本マストでフォアマストに横帆を持つトップスルスクーナーとして建造されたが、翌年にはブリガンティンに改装され、1913年（大正2年）3月にはスウェーデンのボリンダー＝ムンクテル社製の補助機関（63馬力）を増設した。1909年（明治42年）2月に竣工、当初は忍路臨海実習所が設置された小樽市の忍路湾に錨泊していたが、後に定繋港を小樽港に移している。なお、忍路丸が就役した1909年（明治42年）2月時点では東北帝国大学農科大学水産学科に改称されている。
1926年（大正15年）10月までの17年間で26次にわたって日本近海およびオホーツク海で練習航海を実施、総航程約92,600kmを航海し約200名が乗船した。
昭和12年には北洋航海中にソビエトの監視船に臨検を受けている。
退役後は少年団日本連盟の練習船義勇和爾丸（ぎゆうわにまる）となり、1934年（昭和9年）には東南アジア方面への遠洋航海を行っている。1938年（昭和13年）3月に三重県大王崎で座礁、修理後は海運会社の所有となり、貨物船海勢丸として運航されていたが、1944年（昭和19年）に空襲により炎上した。

### 主要諸元
- 総トン数：46トン（補助機関設置後153トン）[2]
- 全長：31.8ｍ[4]
- 型幅：7.6ｍ[4]
- 総帆数：13枚[4]
- 動力：63馬力[1]

## おしょろ丸II世
1927年（昭和2年）5月に函館高等水産学校の補助機関付きの帆船として神戸製鋼所鳥羽工場で竣工した。本船から、船名が平仮名表記の「おしょろ丸」になっている。就役時は3本マストのバーケンティンだったが、太平洋戦争勃発に伴い1942年（昭和17年）5月に函館船渠で汽船に改装されて帆装とメインマストを撤去、1944年（昭和19年）には残った2本のマストの上部も撤去した。校名が函館専門水産学校に改名された昭和19年3月以降も本来の船員養成に用いられていたが、戦局の悪化から1945年（昭和20年）には船体を灰色に塗りつぶして擬砲を搭載した状態で、函館-青森間の石炭輸送に従事していた。1945年（昭和20年）の函館空襲でも奇跡的に生還している。
戦後も南北太平洋への練習航海に従事し、1951年（昭和26年）9月の船体延長・機関換装以降はインド洋やベーリング海、さらに北米方面への遠洋航海にも用いられた。1958年（昭和33年）には南太平洋の周期日食観測に参加している。1962年9月に廃止されるまでに54次の練習航海で30万余海里を航行して、延べ1,616名の学生が乗船した。
1964年に太平洋探海工業へ売却された後、日本初の海洋掘削船に改造され、第一探海丸となり、釧路炭田の調査などに使用された。1973年、スクラップとして売却され、解体された。

### 主要諸元
- 船種：帆船→汽船
- 全長：42m
- 総トン数：471トン（改装後：616トン）[5]
- 速力：9ノット（改装前）[6]

## おしょろ丸III世
1962年（昭和37年）9月に藤永田造船所で竣工した。総トン数は1,000トンを越え、北洋や豪州水域まで調査海域を拡大することが可能になった。また、可変ピッチプロペラやバウスラスター、漁業演習に必須の船尾トロールを有しており、トロール網や刺し網、延縄による漁業演習、そして海洋調査の能力は格段に向上した。1972年（昭和47年）7月には、ベーリング海峡を経て北緯72度・西経173度11分に到達して、日本籍の船舶としての最北限点を更新した。
1983年（昭和58年）12月に廃止された。93次の練習航海の総航程は約51万海里、搭乗した研究乗船者は国内外の約750名に及んだ。また、1965年（昭和40年）以来、3次にわたり北方墓参団輸送に協力した。

### 主要諸元[8]
- 船種：汽船
- 全長：67m
- 総トン数：1,180トン

## おしょろ丸IV世
- 船種：汽船

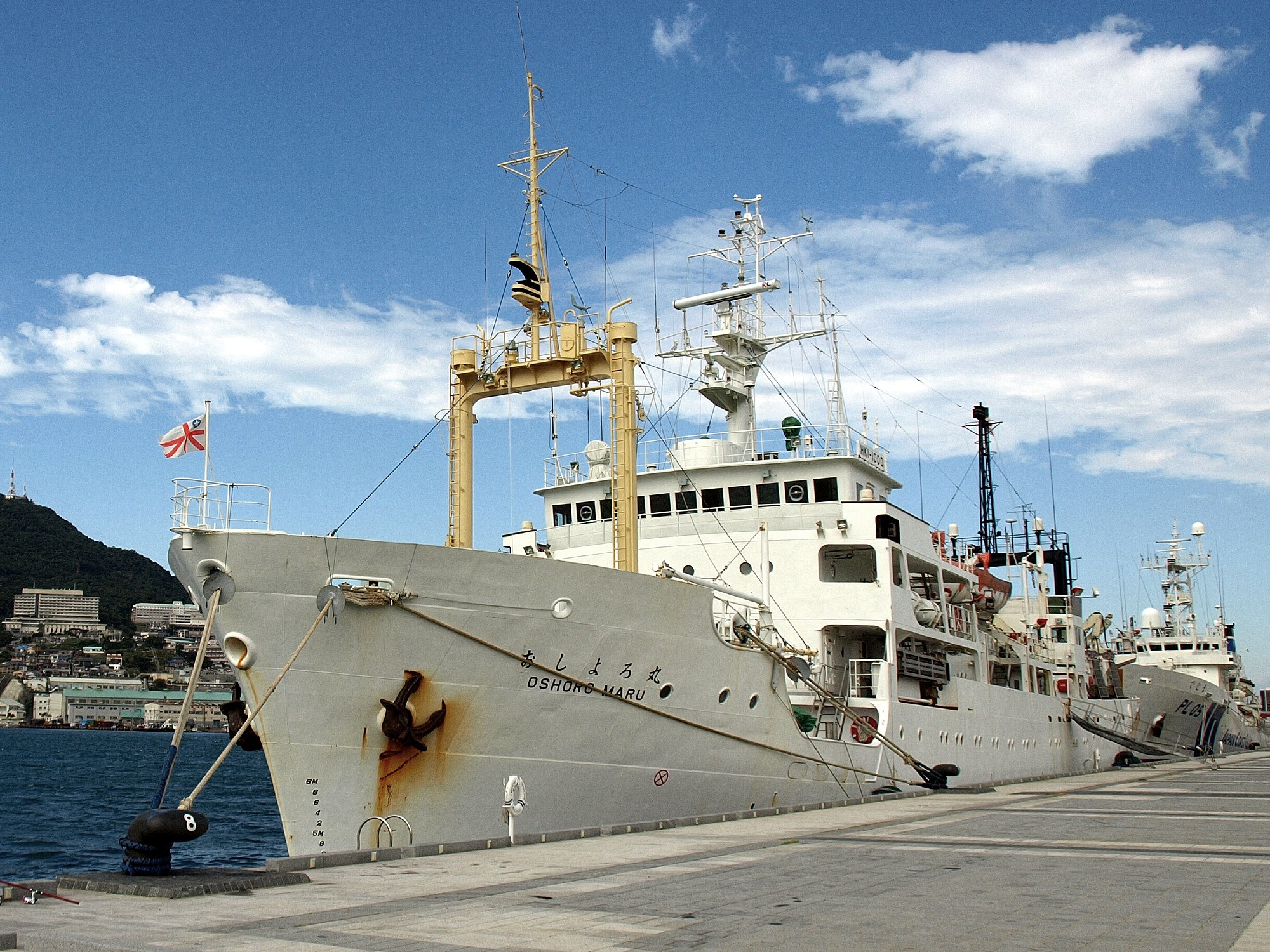
おしょろ丸IV世

- 全長72.85m、幅12.50m、深さ5.80m、計画満載喫水5.00m
- 総トン数1,383トン
- 航海速力約13.4ノット、最大出力2,350kW、航続距離約15,000海里
- 最大搭載人員：106名（乗組員40名、教員6名、学生60名）
- 漁労装置：延縄、流網、イカ釣り、トロール
- 1983年12月竣工、2014年7月廃止。三井造船玉野事業所建造。
- 引退後は海洋エンジニアリングの海洋調査船「第一開洋丸」となる。

## おしょろ丸V世
- 船種：電気推進船

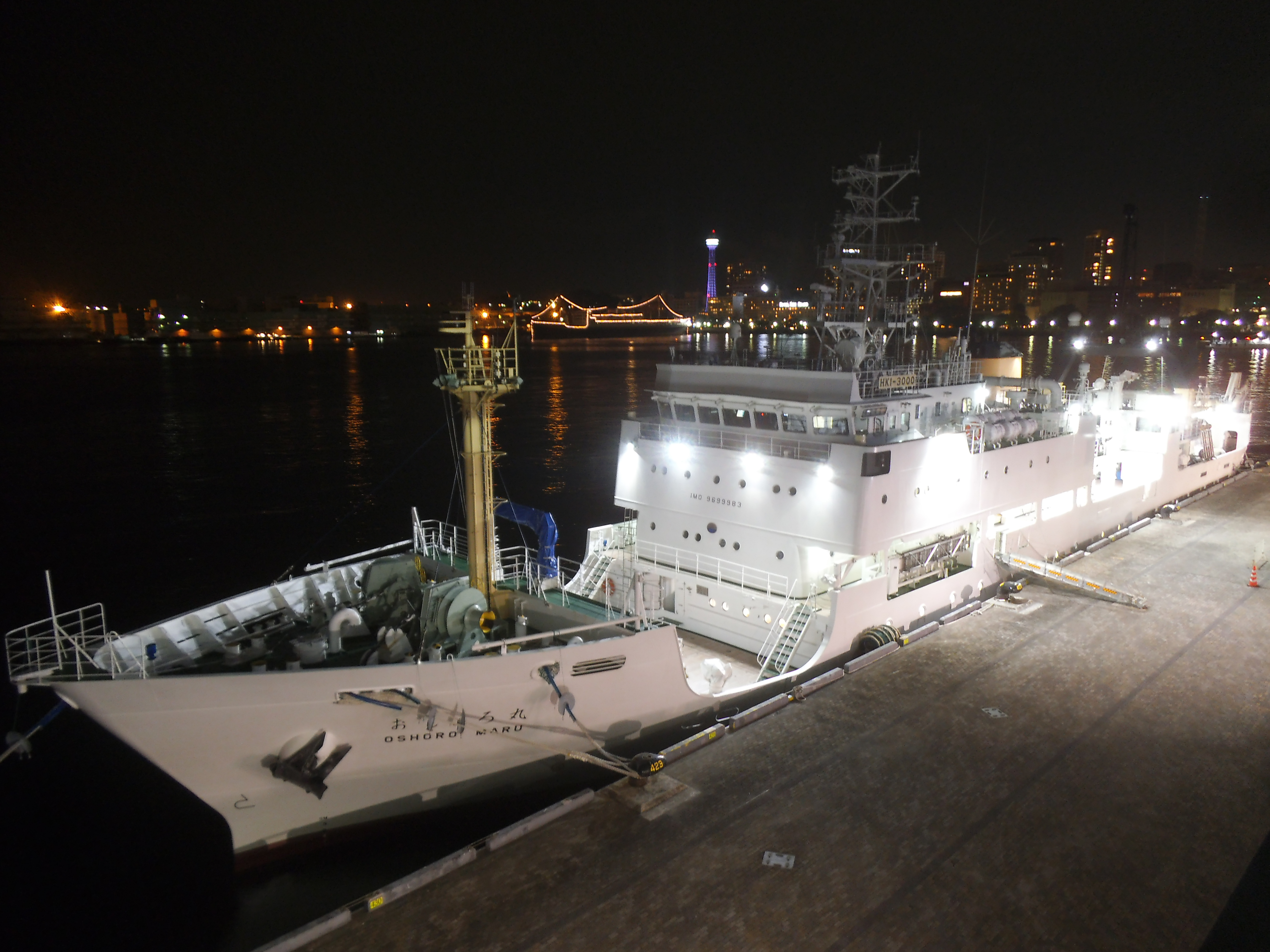
おしょろ丸V世 ※昼間の写真に差し替え希望です

- 全長78.27m、幅13.00m、深さ5.80m、計画満載喫水5.00m
- 国内総トン数1,598トン（国際総トン数　1,989トン）
- 航海速力約12.5ノット、最大出力2,000kW、航続距離約10,000海里
- 最大搭載人員：99名（乗組員32名、教員7名、学生60名）
- 漁撈装置：延縄、流網、イカ釣り、トロール
- 2014年7月竣工。三井造船玉野事業所建造。
- シップ・オブ・ザ・イヤー2014漁船・作業船部門賞を受賞。